# Reino de Alvheim
Alvheim (en nórdico antiguo: Alfheimar) es el antiguo nombre de una región histórica, antiguo reino de Suecia; un área que comprende el territorio entre los ríos Rauma (hoy Glomma) y Göta fronterizo con Noruega. Actualmente corresponde a la provincia sueca de Bohuslän y la mitad oriental de la provincia noruega de Østfold.

## Etimología
Según la saga Þorsteins saga Víkingssonar el nombre deriva del nombre Alfgeir, rey del reino noruego de Vingulmark.

## Historia
Alvheim es un reino ampliamente referenciado en la saga Heimskringla y Hversu Noregr byggðist y con múltiples implicaciones de caudillos escandinavos de la Era vikinga a lo largo de su historia como Gudrød el Cazador, Harald I de Noruega, Erik Anundsson, Harald Hilditonn o Ragnar Lodbrok.
Gesta Danorum (siglo XII) de Saxo Grammaticus también menciona ampliamente el reino, personajes y acontecimientos históricos del reino de Alvheim.